# ⱹ
Cette page contient des caractères spéciaux ou non latins. S’ils s’affichent mal (▯, ?, etc.), consultez la page d’aide Unicode.
Le ⱹ, appelé r hameçon culbuté ou l sourd, est un symbole utilisé dans l’alphabet dialectal suédois (Landsmålsalfabetet). Il est notamment utilisé dans le Ordbok över Finlands svenska folkmål [Dictionnaire des dialectes suédois de Finlande]. Selon Manne Eriksson, il s’agit à l’origine d’une forme latinisée de la lettre grecque lambda ‹ λ ›.

## Utilisation
Dans l’alphabet dialectal suédois développé par Lundell, le symbole ⱹ est une modification de la lettre grecque lambda ‹ λ ›, et représente une consonne spirante latérale alvéolaire sourde [l̥].

## Représentations informatiques
Le r hameçon culbuté peut être représenté avec les caractères Unicode (Latin étendu C) suivant :
| formes    | représentations | chaînes de caractères | points de code | descriptions                              |
| --------- | --------------- | --------------------- | -------------- | ----------------------------------------- |
| minuscule | ⱹ               | ⱹ                     | U+2C79         | lettre minuscule latine r hameçon culbuté |